# Luciano De Cecco
Luciano De Cecco (Santa Fé, 2 de junho de 1988) é um voleibolista indoor profissional argentino que joga como levantador.

## Carreira
Luciano De Cecco é membro da seleção argentina de voleibol masculino. Em 2016, representou seu país nos Jogos Olímpicos de Verão no Rio de Janeiro, que ficou em quinto lugar. Em 2020 se transferiu para o Civitanova.
Em 2021, nos Jogos Olímpicos de Tóquio conquistou a medalha de bronze ao derrotar a seleção brasileira por 3-2 sets.

## Prêmios individuais
- 2023: Campeonato Sul-Americano – Melhor Levantador